# Sean Lock
Sean Lock (Chertsey, 22 april 1963 – Muswell Hill, 16 augustus 2021) was een Engelse komiek en schrijver.
Hij begon zijn carrière als stand-upcomedian. In 2000 won hij de British Comedy Award in de categorie "Best Live Comic" en werd hij genomineerd voor de Perrier Comedy Award voor beste nieuwkomer op de Edinburgh Fringe. Daarnaast is hij bekend van diverse radio- en televisieprogramma's en heeft hij materiaal geschreven voor komieken als Bill Bailey.

## Biografie

### Vroege carrière
Na in de jaren 70 met Uri Geller een kort optreden te hebben gehad op BBC's Nationwide verscheen hij in 1993 op televisie in het voorprogramma van het televisieprogramma Newman and Baddiel in Pieces. Hij toerde ook met het duo Rob Newman en David Baddiel als voorprogramma en werd daardoor de eerste komiek die optrad in de Wembley Arena, hoewel Newman en Baddiel vaak die eer toegeschreven krijgen.

### 15 Minutes of Misery
Hoewel hij nog steeds voornamelijk stand-upcomedy deed, maakte hij ook regelmatig zijn opwachting in radio-panelprogramma's, was hij in 1998 script-editor voor Bill Baileys televisieprogramma Is It Bill Bailey?, en had hij zijn eigen radioprogramma voor de BBC, genaamd 15 Minutes of Misery.
Zoals de titel aangeeft, duurde dit programma 15 minuten per aflevering. Sean Lock speelde iemand die zijn buren in een Zuid-Londens flatgebouw afluisterde met speciale apparatuur. Er werden slechts zes afleveringen van dit programma gemaakt, maar het werd opgevolgd door het programma 15 Storeys High. Dit programma duurde een halfuur en had plaats in dezelfde flat, maar deze keer zonder afluisterapparatuur.
Na twee seizoenen op de radio verscheen 15 Storeys High in 2002 en 2004 op televisie.

### Ander televisiewerk
Vanaf 2005 was Lock teamcaptain in het panelspel 8 out of 10 Cats, en vanaf 2003 verscheen hij regelmatig in het komische quizprogramma QI. Ook was hij regelmatig te gast in Have I Got News For You, als panellid en als presentator. In Room 101 liet hij Jeremy Clarkson verdwijnen, hoewel ze regelmatig samen verschenen in QI.
In 2006 kreeg hij zijn eigen programma op Channel 4 met de titel TV Heaven, Telly Hell. Ook verscheen hij in de serie Top Buzzer, en deed hij mee in een aflevering van het radioprogramma The 99p Challenge van BBC Radio 4, waar hij regelmatig optrad.

### Overlijden
Lock is op 58-jarige leeftijd overleden ten gevolge van kanker.